# Tomasz Osiński
Tomasz Osiński (ur. 1971) – polski muzyk, kompozytor, gitarzysta i producent muzyczny. Członek Akademii Fonograficznej ZPAV. W latach 1991–2007 członek formacji Sweet Noise wraz z którą nagrał pięć albumów polskojęzycznych oraz trzy anglojęzyczne. W 1997 i 2002 roku wraz z zespołem otrzymał nagrodę polskiego przemysłu fonograficznego Fryderyka.

## Życiorys
Tomasz Osiński muzyką zainteresował się we wczesnym dzieciństwie. Jako sześciolatek grał na harmonijce ustnej. Naukę gry na gitarze rozpoczął w wieku dziesięciu lat. Ćwiczył samodzielnie odtwarzając uprzednio różnorodną muzykę na gramofonie. Pierwszym instrumentem młodego muzyka była gitara akustyczna Defil. Główną inspirację gitarzysty stanowiła wówczas muzyka blues, w tym tacy wykonawcy jak: Muddy Waters czy B.B. King. Grę na gitarze elektrycznej Osiński rozpoczął dopiero w szkole zawodowej. Szkolny zespół w którym występował miał na wyposażeniu gitarę Samba oraz wzmacniacz Eltron 30. Zmiana instrumentu przyczyniła się także do poszerzenia zainteresowań muzycznych na rzecz takich formacji jak Led Zeppelin i Black Sabbath. W późniejszym okresie szkoła zaopatrzyła muzyka w nową gitarę - Aster Rock.
Pod koniec lat 80. XX w. Osiński grał w lokalnych zespołach. Wkrótce muzykiem zainteresował się wokalista Piotr "Glaca" Mohamed. Na jego zaproszenie w 1991 Osiński dołączył do Sweet Noise. W 1993 muzyk kupił swoją pierwszą gitarę elektryczną marki Mayones. Na nowym instrumencie wraz z zespołem Sweet Noise nagrał pierwszy album zatytułowany Respect. Kolejne albumy formacji nagrane z udziałem Osińskiego to: Getto (1996), Ghetto (1997), Koniec Wieku (1998), The End of Century (1999), Czas ludzi cienia (2002), Revolta (2003) oraz The Triptic (2007).